# Pervasive refusal syndrome
Pervasive refusal syndrome (PRS) eller Pervasive arousal withdrawal syndrome (PAWS) är en sällsynt men allvarlig psykiatrisk störning hos barn, som först beskrevs av Bryan Lask och hans kollegor år 1991. Så sent som 2011 inkluderas den inte i det psykiatriska klassifikationssystemet. PRS kännetecknas av en vägran att äta, dricka, prata, gå eller ta hand om sig själv, samt ett starkt motstånd mot behandling. PRS är väldigt ovanlig och dess orsak är oklar, men störningens allvarlighet gör den livshotande. Störningen börjar ofta med ett 'virus' eller att barnet känner 'smärta', som resulterar i ett behov av att rådfråga en läkare eller gå till sjukhuset. PRS börjar långsamt, men barnet förvärras snabbt och blir ovilligt eller inte kapabelt till att göra något på egen hand. De vägrar låta andra ta hand om dem, eller hjälpa dem att äta, och är mycket deprimerade. Det är inte garanterat att återhämtning kommer att ske, och det är en lång och komplicerad process, som involverar specialiserad sjukvård. Men blir patienten frisk händer återfall mycket sällan.
En familj med psykiatrisk historia eller miljömässiga stressfaktorer kan också spela en roll. Sjukhusvistelse är nästan alltid nödvändigt och återhämtningsperioden är lång, omkring 12,8 månader. Under återhämtningsperioden försvinner symptomen i motsatt ordning de uppkom. Det betyder alltså att om matvägran var det första symptomet, kommer det att försvinna sist. 67% av fallen visar fullständig återhämtning.

## Epidemiologi
PRS ses oftare hos flickor än hos pojkar. Den genomsnittliga debutåldern är mellan 7 och 15 år. Drabbade barn är ofta högpresterande med höga förväntningar på sig själva, rädda för misslyckande och har svårt att hantera misslyckande. 

## Symptom
PRS kännetecknas främst av en vägran att äta, viktminskning, socialt tillbakadragande och skolvägran. 
Mage och tarm:
- Återkommande smärta.
- Illamående.
- Aptitlöshet.

Neurologiskt:
- Huvudvärk.
- Anfall.
- Motorisk dysfunktion.
- Sensorisk dysfunktion.
- Utmattning.
- Förändrat medvetande.

Muskuloskeletalt:
- Ledsmärtor.
- Muskelsvaghet.

## Etiologi
Trauma i allmänhet verkar vara en viktig etiologisk aspekt, på grund av det faktum att PRS flera gånger har setts hos flyktingar och vittnen till våld. Virusinfektioner har flera gånger setts vara en faktor i PRS; många fall tros börja med en virusinfektion. Von Folsach och Montgomery lade fram fyra viktiga etiologiska faktorer: 1) En premorbid personlighet, 2) En historia av psykiatriska problem i barndomen, 3) Föräldrarnas psykiatriska problem, och 4) Plötsliga stressande händelser. Barn med PRS är ofta kända att för att vara perfektionister, plikttrogna och högpresterande. När dessa barn hamnar i stressande händelser som de inte kan kontrollera, går de in i ett tillstånd av inlärd hjälplöshet.

### Riskfaktorer för PRS
PRS är mer benägna hos vissa människor. Dessa riskfaktorer är:
- Fragil X-syndromet
- Hypotyreos
- Fenylketonuri
- Prenatal exponering av droger och alkohol.
- Prenatal virusinfektion (cytomegalovirus, herpesvirus, mässling, syfilis, toxoplasmos, etc.)
- Syskon som har en genomgripande störning i utvecklingen.
- Tuberös skleros complex

## Diagnos
Thompson och Nunn var de första att introducera diagnoskriterier för PRS år 1997. De nuvarande diagnostiska kriterierna är följande:
- A) Delvis eller fullständig avslag i tre eller flera av följande områden: (1) Att äta, (2) Att röra sig, (3) Att tala, (4) Intresse för personlig vård.
- B) Aktivt och argt motstånd mot handlingar av hjälp och stöd.
- C) Socialt tillbakadragande och skolvägran.
- D) Inget organiskt tillstånd står för symptomens svårighetsgrad.
- E) Ingen annan psykiatrisk störning kan bättre redogöra för symptomen.
- F) Patientens hotade tillstånd kräver sjukhusvård.

## SBU: Diagnos saknar vetenskapligt underlag
Socialstyrelsen gav Statens beredning för medicinsk och social utvärdering, SBU, att utreda vilka vetenskapliga studier finns om diagnostik och behandling av uppgivenhetssyndrom hos barn. 23 mars 2020 publicerade SBU resultatet, att det finns inga. "Vi gjorde en väldigt bred sökning för att hitta så mycket som möjligt av vad som är publicerat i vetenskapliga tidskrifter. Vi har gallrat bort det mesta, och till slut allt." "Det är en debatt där många tycker olika saker. Om man ska sätta en diagnos bör man vara säker på att det är den diagnosen och inget annat."